# Грудневе повстання

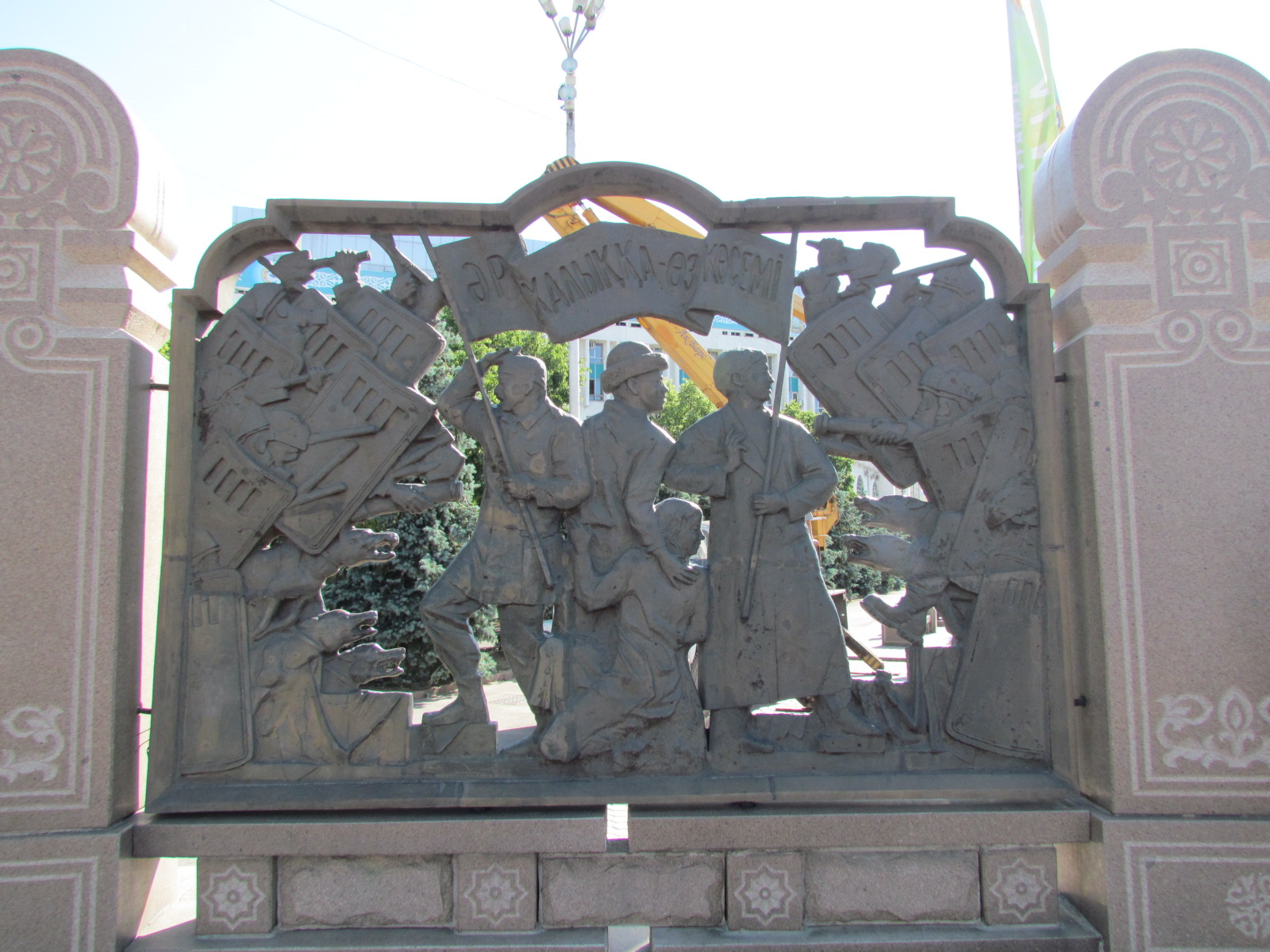
Фрагмент монумента незалежності Казахстана, що присвячений грудневим подіям

Грудневе повстання (каз. Jeltoqsan köterılısı, Желтоқсан көтерілісі), також Желтоксан  — виступ молоді під антирадянськими гаслами в Алма-Аті, що була у той час столицею Казахської РСР, що відбулося 16 грудня 1986. В історичній літературі Казахстану дану подію називають «грудневими подіями». Події грудня 1986 стали першими в СРСР масовими мітингами, в ході яких висувалися антирадянські і націоналістичні гасла.

## Виступи в Алма-Аті
Виступи почалися 16 грудня. Спершу групи казахської молоді вийшли на Нову (Брежнєва) площу столиці з вимогами скасування призначення Колбіна. Уряд у Москві передав справу МВС для розгону мітингу. У місті одразу було відключено телефонний зв'язок, ці групи були розігнані міліцією (операція «Заметіль»). Були зібрані загони спецназу з сибірського військового училища, а також солдати місцевого прикордонного училища. Усіх студентів стали жорстоко бити, війська використовували саперні лопатки, водомети, службових собак; стверджується також, що застосовувалися арматурний лом, сталеві троси. Чутки про виступ на площі миттєво облетіли все місто.
Вранці 17 грудня на площу імені Л. І. Брежнєва перед будівлею ЦК вийшли вже натовпи молоді, «підбурювані націоналістичними елементами» . Плакати демонстрантів свідчили «Вимагаємо самовизначення», «Кожному народу — свій лідер!», «Не бути 37-му», «Покласти край великодержавному божевіллю!» Два дні тривали мітинги, обидва рази закінчуються заворушеннями. При розгоні демонстрації і для підтримки порядку в місті використовувалися робочі дружини.
В результаті розгону мітингів в Алма-Аті за даними КДБ КазРСР загинуло три людини, отримали тілесні ушкодження 11З7 осіб, серед яких тільки 365 були учасниками заворушень, а решта — співробітниками силових структур та випадковими жертвами погромників. Правоохоронні органи затримали близько 2200 учасників заворушень, серед яких понад 90 % були етнічними казахами. Студенти навчальних закладів Алма-Ати становили не менше половини затриманих, хоча основна маса учасників заворушень охарактеризована як «молоді робітники».

## Виступи в Караганді
Виступ студентської молоді в Караганді відбувся 19-20 грудня 1986 року. Близько восьмої вечора 19 грудня студенти кількох вишів — приблизно 80-120 осіб — зібралися на площі імені Гагаріна. Потім рушили до Радянського проспекту, де їх розігнала міліція, а 83 особи затримали. 20 грудня студенти почали збиратися на площі біля обкому (близько 300 осіб). Зі службової записки: «…ніхто з них хуліганських дій не допускав». Проти студентів направили курсантів школи МВС. Серед протестувальників провели масові арешти. З вишів Караганди виключили 54 студентів, п'ятьох притягнули до кримінальної відповідальності.

## Значення
Події грудня 1986 стали першими в СРСР масовим мітингом, у ході яких висували антирадянські й націоналістичні гасла. Небажання підкорятися рішенням центральної влади, відкрите невдоволення новим генеральним секретарем ЦК КПРС і проведеної ним політикою «зачистки кадрів» і, головне, нездатність центральної влади повністю взяти ситуацію під свій контроль, створили прецедент, яким скористалися інші сепаратистські й націоналістично налаштовані місцеві еліти по всьому СРСР.

## Пам'ять
16 грудня — День незалежності Казахстану.
У 2006 році, у день 20-річчя грудневих подій, Н. А. Назарбаєв відкрив монумент «Тәуелсіздік таңы» (Зоря незалежності), встановлений поруч із тією самою Новою площею. Дінмухамед Кунаєв помер у 1993 році у віці 82 років. Його іменем названо проспект та інститут в Алмати, а також проспект у центрі міста  Астана, яка у 1997 році стала столицею.